# Strużki (gromada)
Strużki – dawna gromada, czyli najmniejsza jednostka podziału terytorialnego Polskiej Rzeczypospolitej Ludowej w latach 1954–1972.
Gromady, z gromadzkimi radami narodowymi (GRN) jako organami władzy najniższego stopnia na wsi, funkcjonowały od reformy reorganizującej administrację wiejską przeprowadzonej jesienią 1954 do momentu ich zniesienia z dniem 1 stycznia 1973, tym samym wypierając organizację gminną w latach 1954–1972.
Gromadę Strużki z siedzibą GRN w Strużkach utworzono – jako jedną z 8759 gromad na obszarze Polski – w powiecie sandomierskim w woj. kieleckim, na mocy uchwały nr 13j/54 WRN w Kielcach z dnia 29 września 1954. W skład jednostki weszły obszary dotychczasowych gromad Strużki, Ossala, Niekrasów Ukazowy, Ogrągła i Luszyca ze zniesionej gminy Tursko Wielkie w tymże powiecie.
31 grudnia 1961 do gromady Strużki przyłączono przysiółek Mucharzów ze zniesionej gromady Strzegomek.
Dwa dni później, 1 października 1954, gromada weszła w skład nowo utworzonego powiatu staszowskiego w tymże województwie, gdzie ustalono dla niej 14 członków gromadzkiej rady narodowej.
Gromadę zniesiono 1 stycznia 1969, a jej obszar włączono do gromad Tursko Wielkie (wsie Ossala, Ossala Lesisko, Niekrasów i Strużki), Połaniec (wsie Luszyca, Pióry i Okrągła) i Osiek (wieś Mucharzew).